# Endumeni
Endumeni es un municipio local sudafricano situado en el distrito de Umzinyathi, en la provincia de KwaZulu-Natal.

## Superficie
Endumeni tiene una superficie de 1610 km².

## Demografía
En 2022, tenía 100 085 habitantes, una densidad poblacional de 62,16 hab./km², y 23 960 viviendas.